# Polydesma quercii
Polydesma quercii är en fjärilsart som beskrevs av Emilio Berio 1941. Polydesma quercii ingår i släktet Polydesma och familjen nattflyn. Inga underarter finns listade i Catalogue of Life.